# Eonycteris
Eonycteris là một chi động vật có vú trong họ Dơi quạ, bộ Dơi. Chi này được Dobson miêu tả năm 1873. Loài điển hình của chi này là Macroglossus spelaeus Dobson, 1871.

## Các loài
Chi này gồm các loài: